# Amalia av Neuenahr
Amalia av Neuenahr (tyska: Amalia von Neuenahr), född 6 april 1539 i Alpen, död 10 april 1602 i Alpen, var kurfurstinna av Pfalz som gift med kurfurst Fredrik III.
Amalia var först gift med den nederländske frihetskämpen Henrik av Brederode, som var aktiv i Nederländernas kamp mot Spanien. Hon var själv aktiv i denna kamp och samlade fonder för att finansiera motståndet mot Spanien. Hon var också hovmästarinna åt prinsessan av Oranien. Ett år efter makens död 1568 gifte hon om sig och blev kurfurstinna. Hon blev änka en andra gång 1576.
Åren 1579–1587 regerade hon Vianen, som hon hade ärvt efter sin förste make. År 1589 ärvde hon Limburg från sin halvbror Adolf, och 1590 fick hon förläningarna Alpen, Helpenstein, Lennep och Erbvogtei i Köln av sin halvsyster Magdalena. Alpen togs av Nederländerna 1597 och Spanien året därpå.